# رالف گمری
رالف گمری (انگلیسی: Ralph E. Gomory؛ زادهٔ ۷ مهٔ ۱۹۲۹) یک دانشمند اهل ایالات متحده آمریکا است.
وی همچنین برندهٔ جوایزی همچون نشان ملی علوم شده است.